# 海心公園

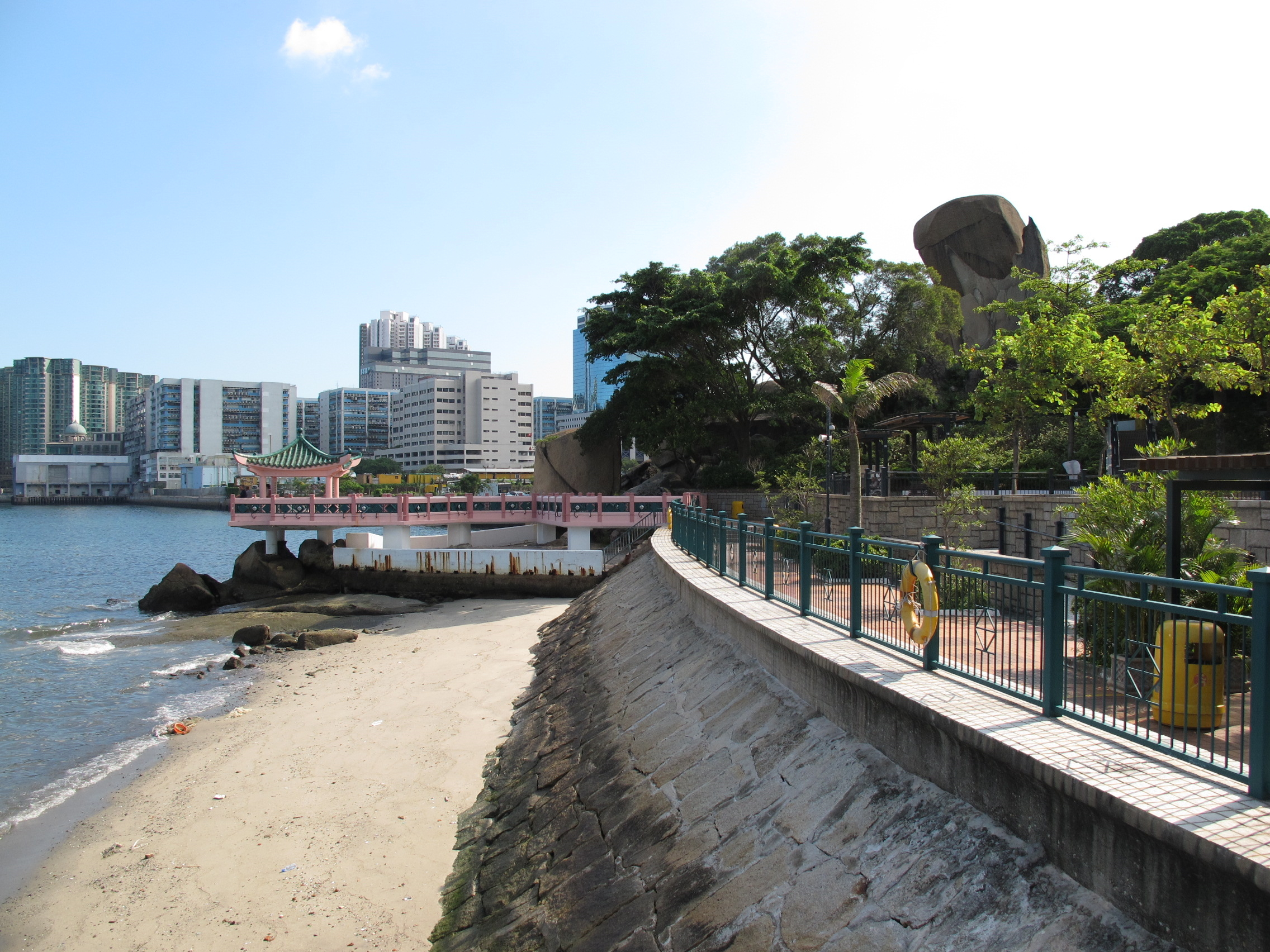
海心公園的海旁，圖中左方是海心亭，右方是魚尾石

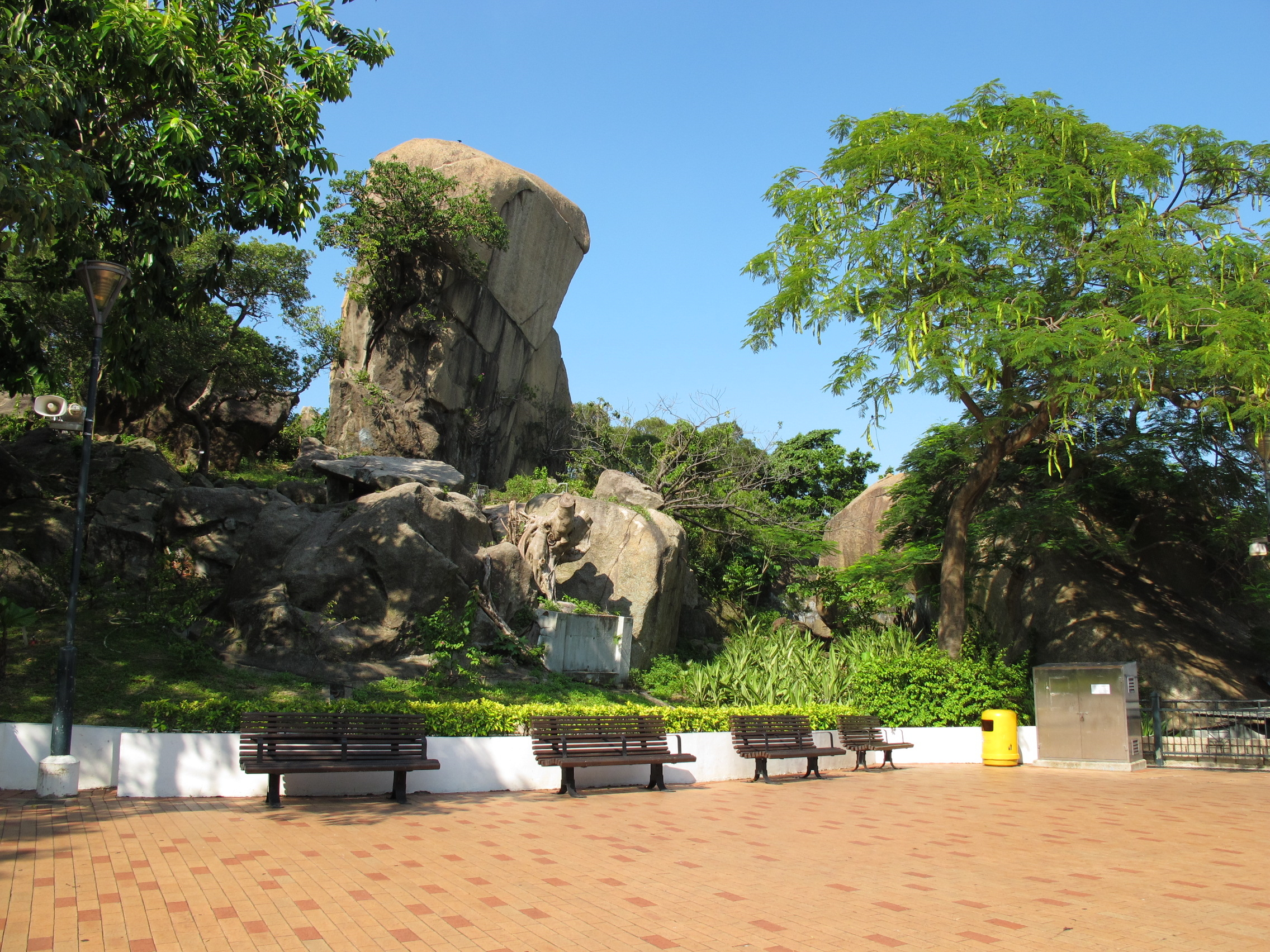
魚尾石

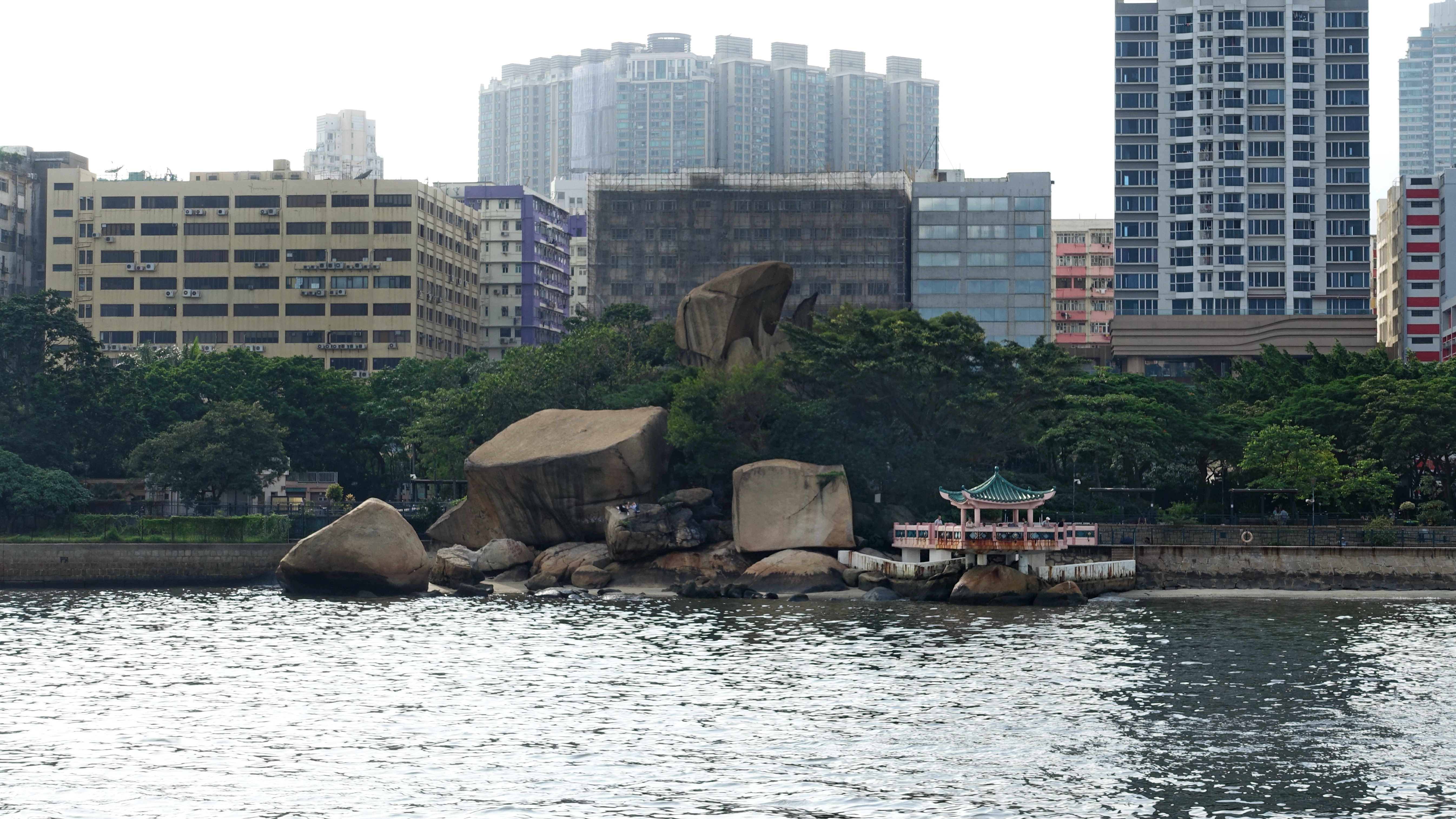
海心公園臨海的一面

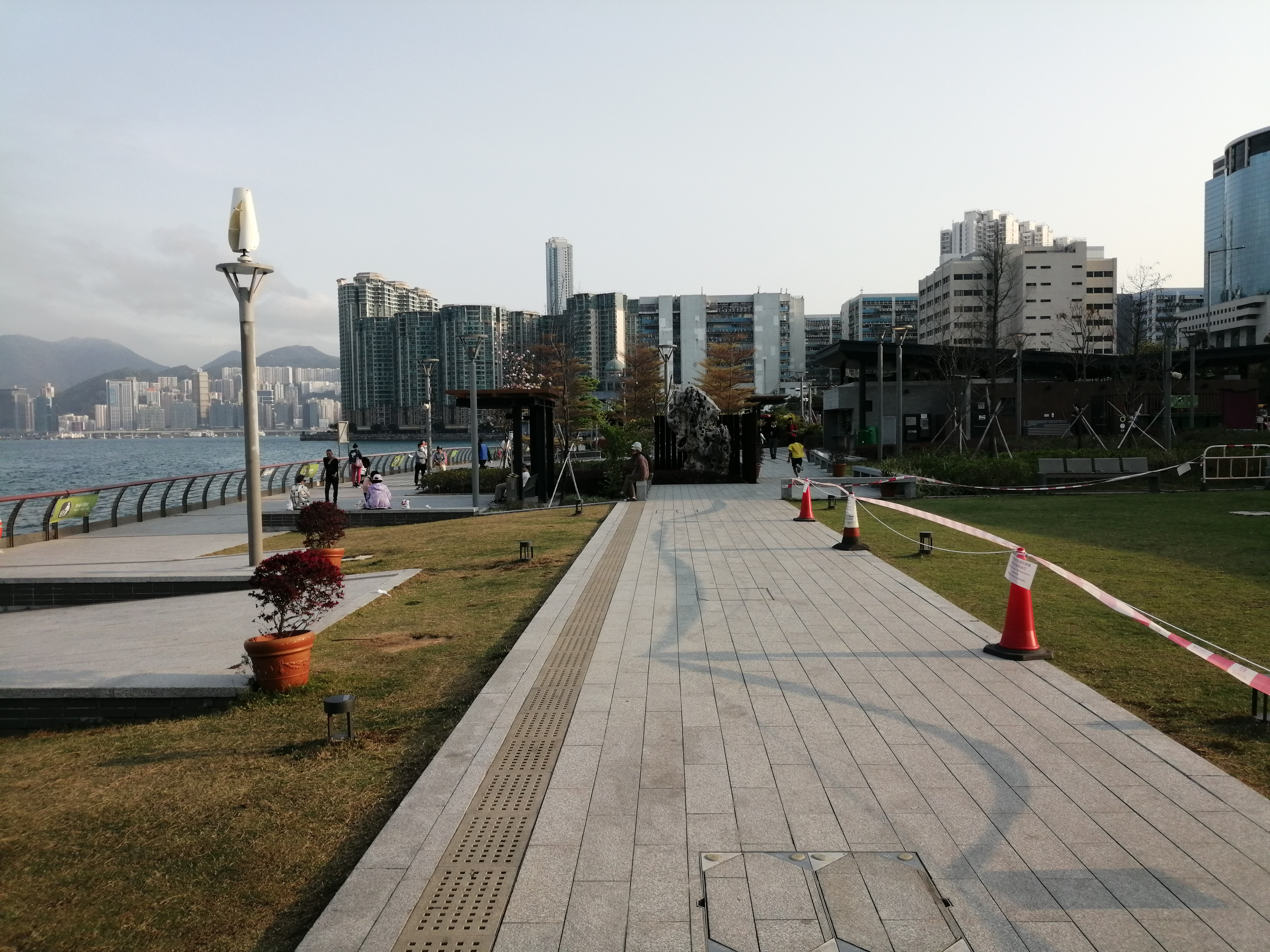
土瓜灣海心公園擴建部分

海心公園（英語：Hoi Sham Park）是位於香港九龍土瓜灣旭日街及浙江街的一座公園，始建於1962年，於1972年6月28日啟用，佔地面積約為19,200平方米。2023年4月3日，海心公園擴建部分正式啓用，擴建後海心公園佔地面積增加至32,350平方米，超過佔地面積31,000平方米之九龍寨城公園，成為九龍城區第二大公園。

## 位置
海心公園位於旭日街及浙江街以東，順風街以南，土瓜灣避風塘以西，庇利街及崇平街以北。
海心公園有多個出入口，分別設於順風街，旭日街，浙江街，以及庇利街與崇平街交界位置。

## 歷史
海心公園原址為海中的一庭小島──海心島，原址有一座海心廟，再古代一點則稱作“土瓜灣島”，土瓜灣這名字就是由此而來。因爲土瓜灣村本身是為數不多的九龍半島原住民古村落之一，爲了有別於後來才遷入香港的客家人建立的客家圍村「客家村」，所以稱為「土家村」，所在海灣便稱為「土家灣」。
海心島上四周怪石嶙峋，其中以魚尾石最形神肖。島上原來設有龍母壇，往日參拜者以漁民和水上人居多。除了善信外，海心廟從前亦為九龍城著名的旅遊勝地，島上的魚尾石更是有名的景點。填海前小島對岸常設小艇，以接載遊客往返。1964年，土瓜灣進行填海工程，海心島自此與陸地相連，龍母壇亦移至下鄉道天后廟旁續受善信祭祀。
1962年至1970年期間，香港政府在土瓜灣沿海進行大型填海工程，於是將當時的海心廟遷移至現址。1972年，填海工程完成後，英皇御准香港賽馬會撥款興建海心公園，保留了原有的魚尾石、海心石（位於東經114度11分31.55秒，北緯22度18分53.32秒）及大部分自然景觀，園內更種滿了樹木，及在海心亭楹聯題曰：「海心亭具西湖韻　魚尾石全此地靈」。相傳情侶們拜過海心石後，就會有段美好姻緣，因此公園內不時也有情侶到此談心。

### 擴建部分
2013年5月，康樂及文化事務署計劃擴建海心公園，以重置原來位於高山道公園內的網球場及增加海濱長廊等設施，公園將會設有連續200米的海濱長廊，園內綠化面積亦會相應增加，佔整座公園4成。海濱事務委員會轄下的啟德海濱發展專責小組於同月21日在會議上討論有關建議。
2022年10月，根據海濱事務委員會計劃，海心公園未來將與土瓜灣基本污水處理廠地塊內騰出的海濱長廊駁通，原本740米的海濱長廊再增加140米，成為一段約880米長的公共休憩用地。工程預計在2024完成，之後海心公園北面經景雲街遊樂場之海濱長廊一直連接至九龍城渡輪碼頭。

2023年3月，康樂及文化事務署（康文署）宣布，新落成的九龍城區海心公園擴建部分於2023年4月3日起開放予公眾使用。擴建部分主要位於浙江街東面，佔地約13,000平方米，并且於土瓜灣海傍一帶，設有景色優美的海濱長廊，為市民提供休憩和舒展身心的好去處。
2023年12月21日，香港特區政府公佈，由渠務署部分現有渠務設施範圍優化而成的土瓜灣海濱，及大角咀海輝道海濱當日起開放予公眾使用。土瓜灣海濱原為土瓜灣基本污水處理廠海旁的緊急車輛及維修通道，經改建成為連接毗鄰海心公園的海濱長廊（命名為“下水水花園”），長約140米，佔地約1 200平方米。“下水水花園”內設有高12米的渠務署「下水水」巨型壁畫、特色休憩座位等，並展出土瓜灣海濱長廊公共藝術作品設計比賽，及過往渠蓋設計比賽的得奬作品。

## 噪音滋擾
2000年左右開始，每當入夜時分，海心公園便有較為年長的街坊到來高歌，部分更自攜揚聲器，噪音問題一直困擾附近居民。當局執法時有加強，奈何情況多年來未有明顯改善。
2020年7月，民政事務局修訂《遊樂場地規例》，從多方面加強管制，包括禁止人士攜帶超出標準的揚聲器及樂器、禁絕收取「利是」表演、擴大「公園使用者」至附近居民和公園管理人員，讓他們擔任控方證人。
2022年1月，康文署宣布，因應新型冠狀病毒病的最新情況，暫停開放轄下大部分的康樂和文化場地及設施，至此海心公園之噪音問題方得到全面解決。

## 流行文化
獨立樂隊My Little Airport於2014年5月26日發表作品《海心公園》，講述今年年初，一群定期到土瓜灣海心公園載歌載舞的長者，不滿在公園唱歌受到管制，拉起抗議橫額，要求身兼土瓜灣北區議員的民建聯立法會議員李慧琼下台的故事。

## 設施
海心公園設施包括一座位於海中央的海心亭、2個五人硬地足球場、1個籃球場、大涼亭、長者健身園地、露天劇場及兒童遊樂場等。

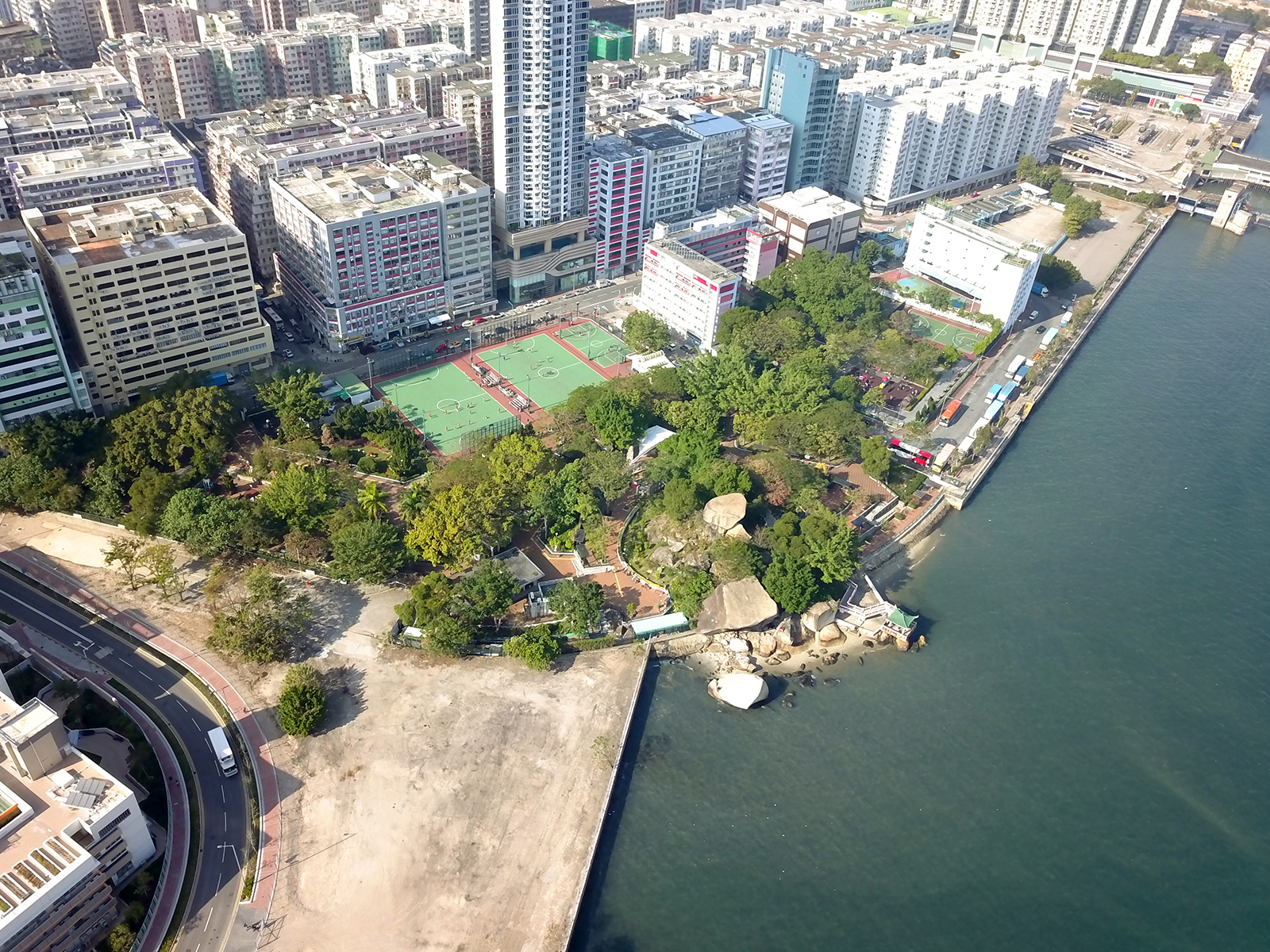
航拍海心公園（2018年）
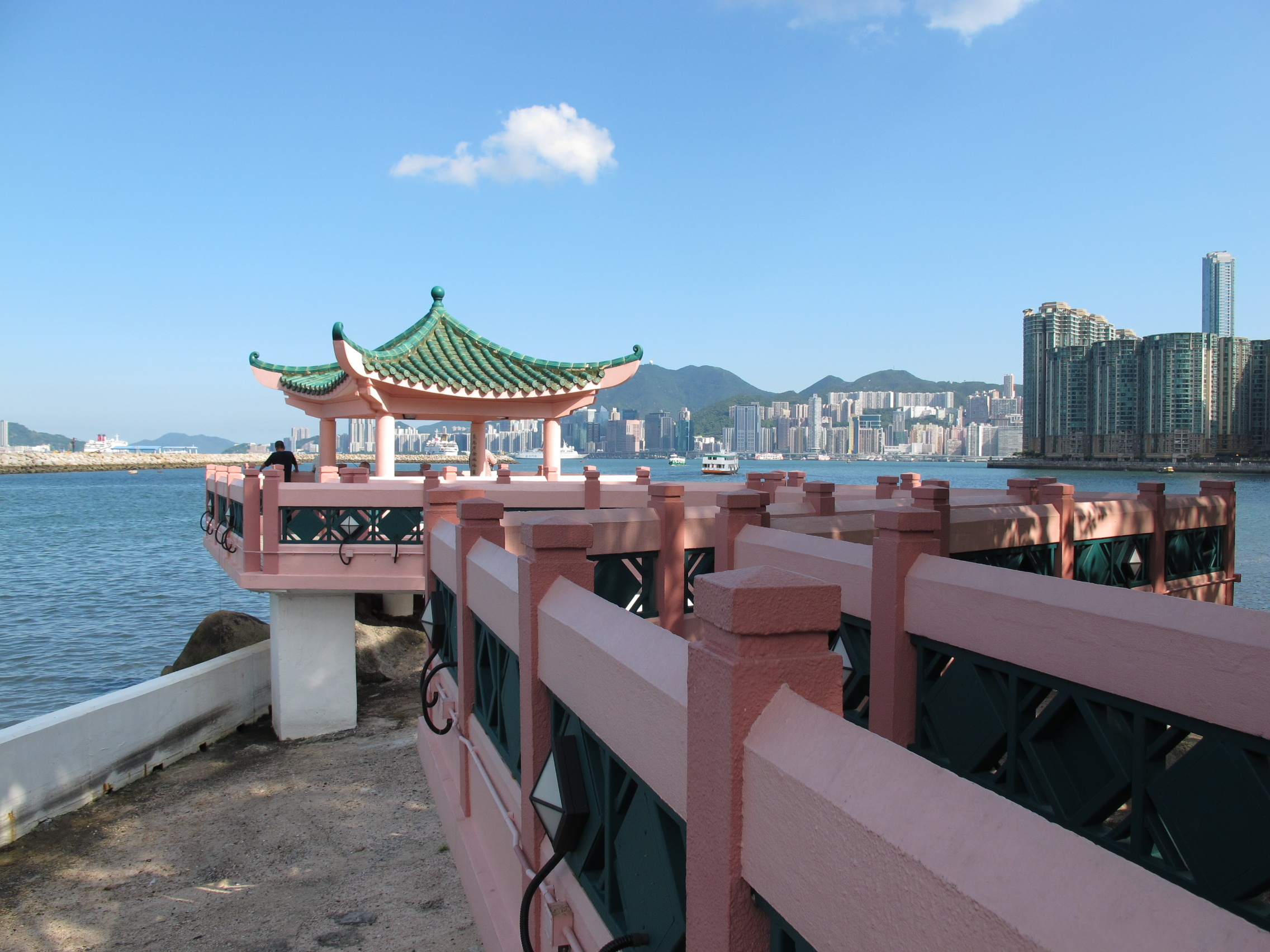
海心亭（2011年）
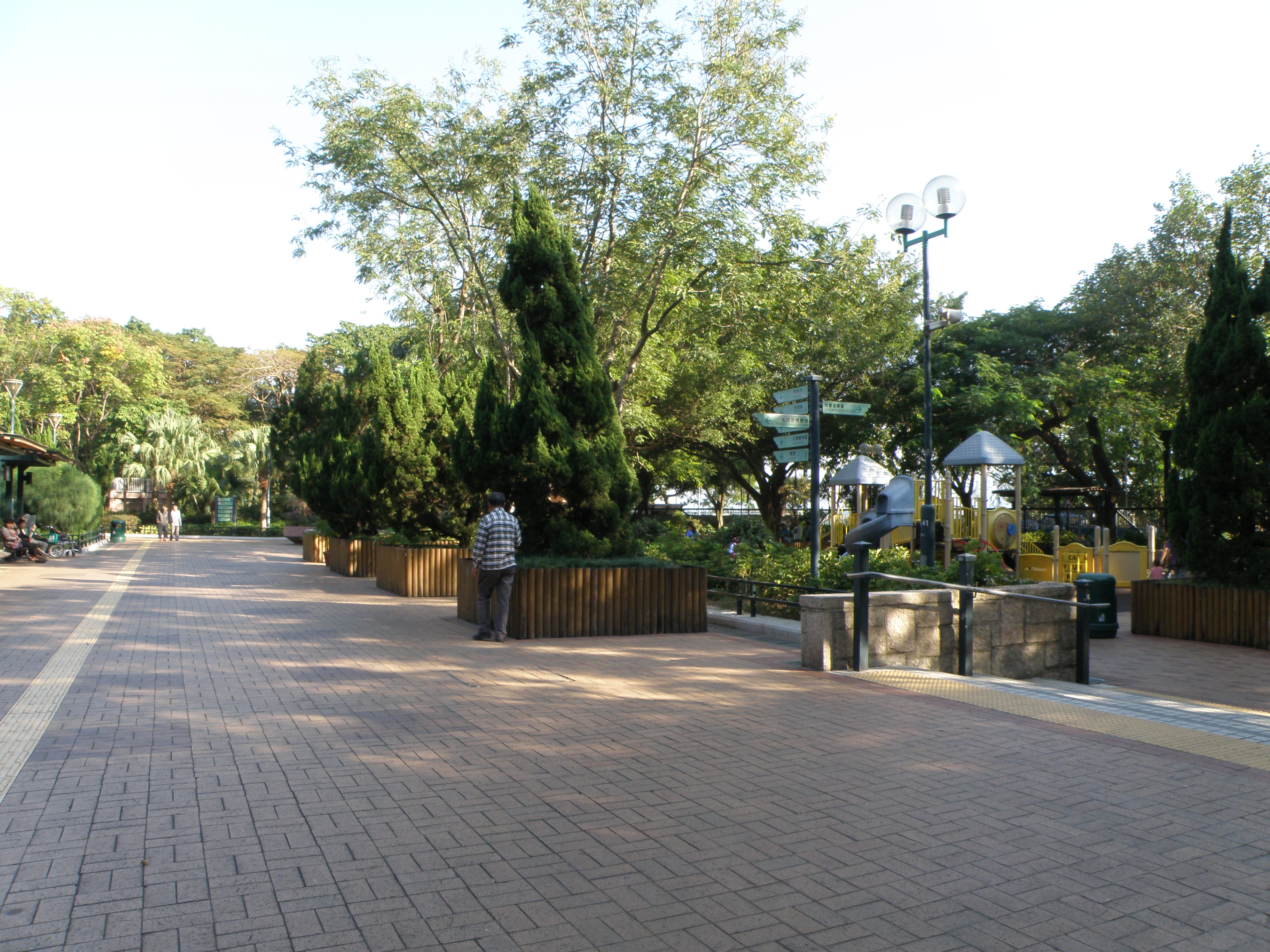
海心公園通道及兒童遊樂場（2011年，已拆卸）
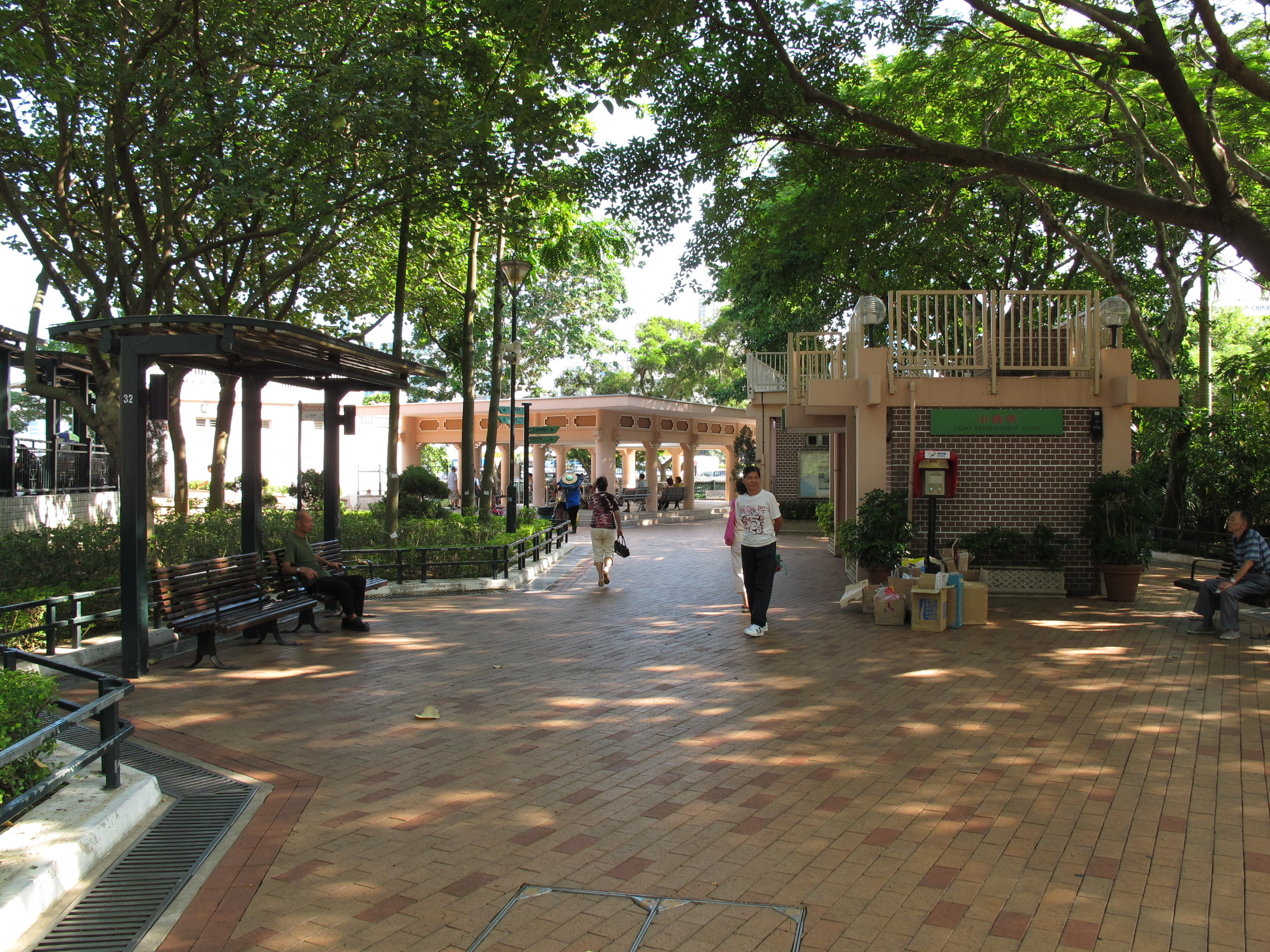
公園涼亭（2011年，已拆卸）
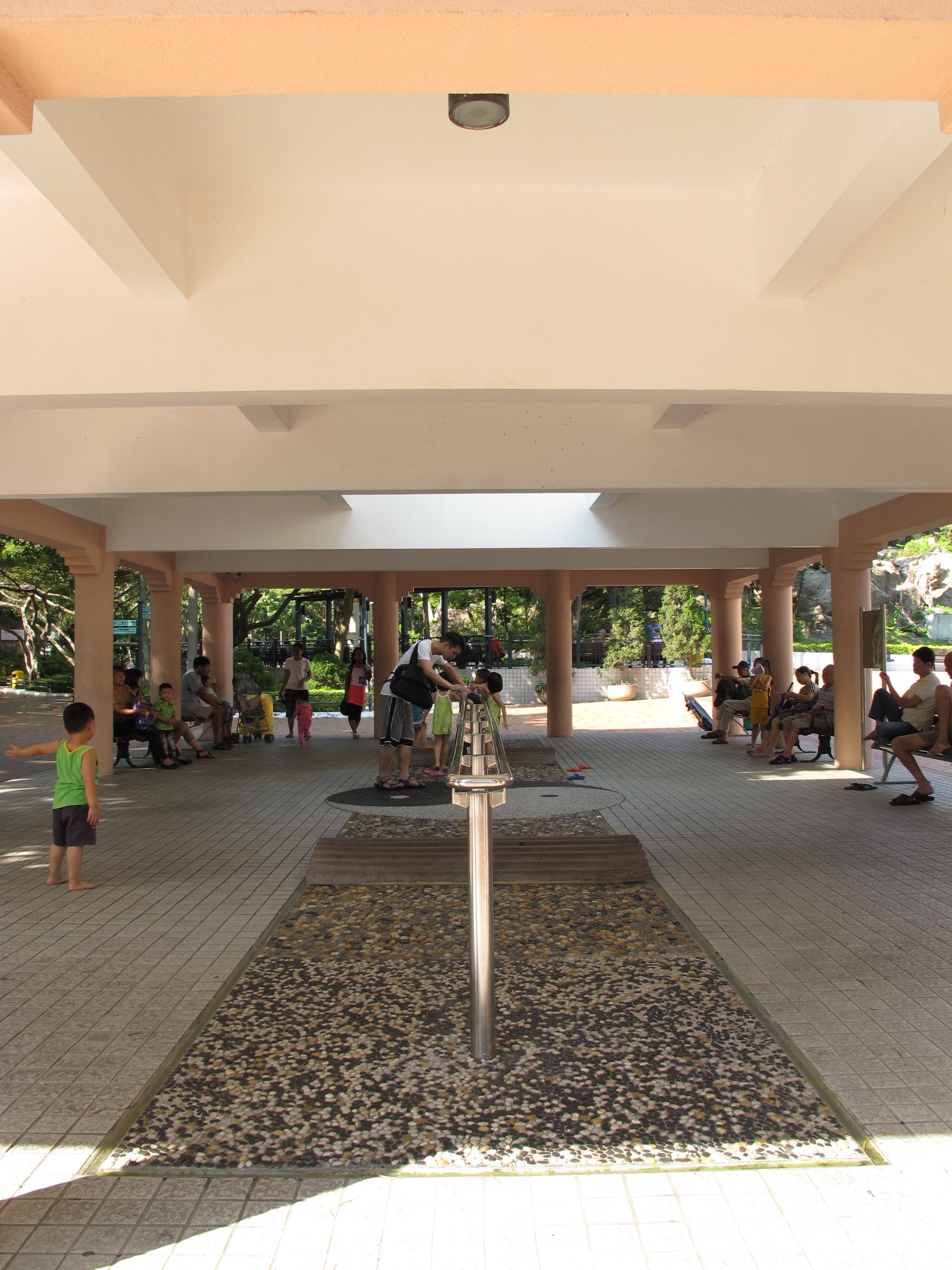
涼亭內的健身區（2011年，已拆卸）

## 鄰近
- 港圖灣
- 偉恆昌新邨
- 翔龍灣
- 九龍城碼頭
- 景雲街遊樂場
- 土瓜灣基本污水處理廠
- 下水水花園

## 外部連結
- 探訪土瓜灣舊城文化 （页面存档备份，存于）
- 海心公園相集 （页面存档备份，存于）
- 香港新舊照片比較 - 海心公園 （页面存档备份，存于）